# Arthur Leslie Irvine Friend
Arthur Leslie Irvine Friend, britanski general, * 1886, † 1961.